# Shohei Mishima
Shohei Mishima (født 20. november 1995) er en japansk fodboldspiller, som spiller for den japanske fodboldklub FC Gifu.